# 維利尚斯卡-新塞利察
49°58′52″N 30°19′20″E / 49.98111°N 30.32222°E
維利尚斯卡-新塞利察（烏克蘭語：Вільшанська Новоселиця）是位於烏克蘭北部的村莊，由基辅州白采爾克瓦區的赫雷賓基市鎮負責管轄。該村始建於1701年，面積2.651平方公里，海拔高度197米，2001年人口395。